# أمبروز شي
أمبروز شي هو صحفي وسياسي كندي، ولد في 17 سبتمبر 1815 في سانت جونز في كندا، وتوفي في 30 يوليو 1905 في لندن في المملكة المتحدة. انتخب Governor-General of the Bahamas ‏.